# Marrickville, New South Wales
Marrickville este o suburbie în Sydney, Australia.